# Milorad Mažić
Milorad Mažić (Servisch: Милорад Мажић) (Vrbas, 23 maart 1973) is een Servisch voormalig voetbalscheidsrechter. Hij was in dienst van FIFA en UEFA tussen 2009 en 2019. Ook leidde hij tot 2019 wedstrijden in de Meridan Superliga.
Op 15 augustus 2009 leidde Mažić zijn eerste wedstrijd in de Servische eerste divisie. De wedstrijd tussen Partizan Belgrado en Borac Čačak eindigde in 5–0 voor Partizan. Hij gaf in dit duel drie gele kaarten. Datzelfde jaar, op 9 juli, floot Mažić zijn eerste wedstrijd in de UEFA Europa League. Llanelli AFC en Motherwell troffen elkaar in de eerste ronde (0–3). In dit duel hield de Servische leidsman de kaarten op zak. Zijn eerste wedstrijd in de UEFA Champions League volgde op 21 juli 2010, toen in de tweede ronde Inter Baku met 0–1 won bij Lech Poznań. Na een strafschoppenserie won Lech Poznań met 9–8 en zij gingen door naar de volgende ronde. Mažić gaf in dit duel achtmaal een gele kaart aan een speler.
Mažić werd aangesteld als scheidsrechter op het EK –21 in 2011 en het WK –20 in 2013. Hij werd opgenomen op de lijst van scheidsrechters voor het WK 2014, EK 2016 en WK 2018.
Op 26 mei 2018 leidde Mažić namens de UEFA de finale van de UEFA Champions League tussen Liverpool en Real Madrid. De Spaanse ploeg won de finale met 3–1.

## Interlands
| Datum            | Plaats                     | Wedstrijd                 | Uitslag | Competitie              | Kreeg geel | Kreeg voor de tweede keer geel en dus rood | Weggestuurd |
| ---------------- | -------------------------- | ------------------------- | ------- | ----------------------- | ---------- | ------------------------------------------ | ----------- |
| 12 augustus 2009 | Podgorica, Montenegro      | Montenegro – Wales        | 2 – 1   | Vriendschappelijk       | 1          | 0                                          | 0           |
| 10 oktober 2009  | Helsinki, Finland          | Finland – Wales           | 2 – 1   | Vriendschappelijk       | 4          | 0                                          | 0           |
| 3 maart 2010     | Timișoara, Roemenië        | Roemenië – Israël         | 0 – 2   | Vriendschappelijk       | 3          | 0                                          | 0           |
| 11 augustus 2010 | Istanbul, Turkije          | Turkije – Roemenië        | 2 – 0   | Vriendschappelijk       | 3          | 0                                          | 0           |
| 26 maart 2011    | Tel Aviv, Israël           | Israël – Letland          | 2 – 0   | EK 2012 kwalificatie    | 3          | 0                                          | 0           |
| 10 augustus 2011 | Nicosia, Cyprus            | Cyprus – Moldavië         | 2 – 0   | Vriendschappelijk       | 0          | 0                                          | 0           |
| 7 oktober 2011   | Brussel, België            | België – Kazachstan       | 4 – 1   | EK 2012 kwalificatie    | 2          | 0                                          | 1           |
| 15 augustus 2012 | Lviv, Oekraïne             | Oekraïne – Tsjechië       | 0 – 0   | Vriendschappelijk       | 4          | 0                                          | 0           |
| 7 september 2012 | Tallinn, Estland           | Estland – Roemenië        | 0 – 2   | WK 2014 kwalificatie    | 3          | 0                                          | 0           |
| 14 november 2012 | Sofia, Bulgarije           | Bulgarije – Oekraïne      | 0 – 1   | Vriendschappelijk       | 1          | 0                                          | 0           |
| 26 maart 2013    | Istanbul, Hongarije        | Turkije – Hongarije       | 0 – 2   | WK 2014 kwalificatie    | 6          | 0                                          | 0           |
| 4 juni 2013      | Boekarest, Roemenië        | Roemenië – Trinidad en T. | 4 – 0   | Vriendschappelijk       | 4          | 0                                          | 0           |
| 15 oktober 2013  | Bakoe, Azerbeidzjan        | Azerbeidzjan – Rusland    | 1 – 1   | WK 2014 kwalificatie    | 3          | 0                                          | 0           |
| 5 maart 2014     | Ankara, Turkije            | Turkije – Zweden          | 2 – 1   | Vriendschappelijk       | 1          | 0                                          | 0           |
| 16 juni 2014     | Salvador, Brazilië         | Duitsland – Portugal      | 4 – 0   | WK 2014                 | 1          | 0                                          | 1           |
| 21 juni 2014     | Belo Horizonte, Brazilië   | Argentinië – Iran         | 1 – 0   | WK 2014                 | 2          | 0                                          | 0           |
| 3 september 2014 | Odense, Denemarken         | Denemarken – Turkije      | 1 – 2   | Vriendschappelijk       | 1          | 0                                          | 0           |
| 9 september 2014 | Oslo, Noorwegen            | Noorwegen – Italië        | 0 – 2   | EK 2016 kwalificatie    | 4          | 0                                          | 0           |
| 14 november 2014 | Glasgow, Schotland         | Schotland – Ierland       | 1 – 0   | EK 2016 kwalificatie    | 6          | 0                                          | 0           |
| 28 maart 2015    | Haifa, Israël              | Israël – Wales            | 0 – 3   | EK 2016 kwalificatie    | 2          | 1                                          | 0           |
| 14 juni 2015     | Moskou, Rusland            | Rusland – Oostenrijk      | 0 – 1   | EK 2016 kwalificatie    | 2          | 0                                          | 0           |
| 3 september 2015 | Amsterdam, Nederland       | Nederland – IJsland       | 0 – 1   | EK 2016 kwalificatie    | 5          | 0                                          | 1           |
| 14 november 2015 | Krasnodar, Rusland         | Rusland – Portugal        | 1 – 0   | Vriendschappelijk       | 2          | 0                                          | 0           |
| 23 maart 2016    | Koper, Slovenië            | Slovenië – Macedonië      | 1 – 0   | Vriendschappelijk       | 4          | 0                                          | 0           |
| 13 juni 2016     | Saint-Denis, Frankrijk     | Ierland - Zweden          | 1 – 1   | EK 2016                 | 3          | 0                                          | 0           |
| 17 juni 2016     | Nice, Frankrijk            | Spanje – Turkije          | 3 – 0   | EK 2016                 | 3          | 0                                          | 0           |
| 26 juni 2016     | Toulouse, Frankrijk        | Hongarije – België        | 0 – 4   | EK 2016                 | 7          | 0                                          | 0           |
| 4 september 2016 | Tranava, Slowakije         | Slowakije – Engeland      | 0 – 1   | WK 2018 kwalificatie    | 1          | 0                                          | 1           |
| 11 november 2016 | Saint-Denis, Frankrijk     | Frankrijk – Zweden        | 2 – 1   | WK 2018 kwalificatie    | 4          | 0                                          | 0           |
| 22 juni 2017     | Sint-Petersburg, Rusland   | Kameroen – Australië      | 1 – 1   | Confederations Cup 2017 | 3          | 0                                          | 0           |
| 2 juli 2017      | Sint-Petersburg, Rusland   | Chili – Duitsland         | 0 – 1   | Confederations Cup 2017 | 7          | 0                                          | 0           |
| 1 september 2017 | Kopenhagen, Denemarken     | Denemarken – Polen        | 4 – 0   | WK 2018 kwalificatie    | 1          | 0                                          | 0           |
| 5 oktober 2017   | Glasgow, Schotland         | Schotland – Slowakije     | 1 – 0   | WK 2018 kwalificatie    | 4          | 1                                          | 0           |
| 10 oktober 2017  | Kazan, Rusland             | Rusland – Iran            | 1 – 1   | Vriendschappelijk       | 0          | 0                                          | 0           |
| 11 november 2017 | Kopenhagen, Denemarken     | Denemarken – Ierland      | 0 – 0   | WK 2018 kwalificatie    | 0          | 0                                          | 0           |
| 27 maart 2018    | Podgorica, Montenegro      | Montenegro – Turkije      | 2 – 2   | Vriendschappelijk       | 3          | 0                                          | 0           |
| 23 juni 2018     | Rostov aan de Don, Rusland | Zuid-Korea – Mexico       | 1 − 2   | WK 2018                 | 4          | 0                                          | 0           |
| 28 juni 2018     | Samara, Rusland            | Senegal – Colombia        | 0 − 1   | WK 2018                 | 2          | 0                                          | 0           |
| 6 juli 2018      | Kazan, Rusland             | Brazilië – België         | 1 − 2   | WK 2018                 | 4          | 0                                          | 0           |
| 16 oktober 2018  | Saint-Denis, Frankrijk     | Frankrijk – Duitsland     | 2 – 1   | Nations League 2018/19  | 1          | 0                                          | 0           |